# Giorgio Roilo
Giorgio Roilo (Milano, 30 aprile 1947) è un sindacalista e politico italiano.

## Biografia
Sindacalista della categoria dei chimici della CGIL, è membro della segreteria della Camera del Lavoro di Milano dal 1996; dal luglio 2003 ne diventa segretario. 
Viene eletto al Senato con i DS nel 2006, confermando il seggio anche nel 2008 nelle file del PD. Conclude il proprio mandato parlamentare nel 2013.